# E65 (trasa europejska)
E65 – trasa europejska wiodąca z północy na południe Europy. Łączy miasto Malmö w Szwecji, będące ważnym ośrodkiem gospodarczym i portowym, z południem Europy, a dokładniej z miejscowością Chania na greckiej wyspie Kreta.
Dzięki wykorzystaniu połączenia promowego ze Świnoujścia w Polsce do Ystad w Szwecji (4 promy dobowo ze Świnoujścia do Ystad i na odwrót), trasa E65 jest główną, obok tras przez porty niemieckie (E22: Trelleborg – Sassnitz, E55: Gedser – Rostock), arterią transportu ładunków samochodami ciężarowymi z Europy Południowej do Europy Północnej.

## Przebieg trasy
Szwecja - 56 km
- Droga krajowa 9 - Malmö – Ystad
- Przeprawa promowa Ystad – Świnoujście

 Polska - 500 km 
- DK3 i droga ekspresowa S3: Świnoujście – Goleniów – Szczecin – Gorzów Wielkopolski – Skwierzyna – Międzyrzecz – Świebodzin – Sulechów – Zielona Góra – Nowa Sól – Polkowice – Lubin – Legnica – Jawor – Bolków
- DK5: Bolków – Jelenia Góra – Szklarska Poręba

 Czechy - 398 km 
- droga krajowa I kategorii nr 10 przez Harrachov Turnov (skrzyżowanie z E442) i Mladą Boleslav do Pragi (skrzyżowanie z E48, E50, E55),
- autostrada D1 przez Humpolec (skrzyżowanie z E551), Igławę (skrzyżowanie z E59) do Brna (skrzyżowanie z E461, E462); wspólny odcinek z E50,
- autostrada D2 przez Brzecław do granicy państwowej Brzecław (D2) – Brodské,

 Słowacja - 92 km
- autostrada D2 przez Malacky i Bratysławę (skrzyżowanie z E571, E575) do granicy państwowej Bratislava-Rusovce - Rajka (odcinek Bratysława - Mosonmagyaróvár wspólny z E75)

 Węgry - 255 km 
- autostrada M15 (w budowie, do czasu ukończenia - droga krajowa nr 15) do Mosonmagyaróvár (skrzyżowanie z E60),
- DK86 przez Csorna i Szombathely do Körmend,
- DK76 do Zalaegerszeg,
- DK74 do Nagykanizsa (odcinek Nagykanizsa - Karlovac wspólny z E71),
- autostrada M7 do przejścia granicznego Letenye - Goričan

 Chorwacja - 508 km 
- autostrada A4 do Zagrzebia - węzeł Ivanja Reka,
- autostrada A3 (obwodnica Zagrzebia) do węzła Lučko (wspólny odcinek z E70),
- autostrada A1 przez Karlovac do węzła Bosiljevo II koło wsi Bosiljevo (odcinek Zagrzeb - Karlovac wspólny z E59),
- autostrada A6  do Rijeki – węzeł Orehovica (skrzyżowanie z E61 i z E751),
- droga krajowa nr 8 przez Senj do wsi Jasenice,
- autostrada A1 od węzła Maslenica do węzła Zadar 1 koło wsi Islam Latinski,
- droga krajowa nr 8 przez Zadar, Šibenik, Split (skrzyżowanie z E71) i Opuzen (skrzyżowanie z E73) do przejścia granicznego Klek - Neum (Magistrala Adriatycka)

 Bośnia i Hercegowina - 9 km 
- droga magistralna M2 do przejścia granicznego Neum – Zaton Doli

 Chorwacja - 86 km 
- droga krajowa nr 8 przez Dubrownik do przejścia granicznego Pločice - Igalo (na odcinku Dubrownik - Priština biegnie razem z E80)

 Czarnogóra - 332 km 
- droga nr 2 przez Podgoricę (skrzyżowanie z E762) i Bijelo Polje do przejścia granicznego Bać - Špiljani

 Kosowo - 157 km
- droga nr 2 przez Špiljani - Priština – Granica z Macedonią Północną

 Macedonia Północna - 260 km
- droga nr 2 Skopje
- droga nr 26 Skopje - Kičevo – Ochryda – Bitola

 Grecja - 791 km  
- Kozani -Larissa – Lamia – Amfisa – Rio – Ejo – Korynt – Tripolis – Kalamata
- przeprawa promowa przez Morze Kreteńskie na Kretę

 Grecja - 36 km
- Chania

## Stary system numeracji
Do 1985 obowiązywał poprzedni system numeracji, według którego oznaczenie E65 dotyczyło trasy: Lubeka – Rostock – Stralsund. Arteria E65 była wtedy zaliczana do kategorii „B”, w której znajdowały się trasy europejskie będące odgałęzieniami oraz łącznikami.

### Drogi w ciągu dawnej E65
Lista dróg opracowana na podstawie materiału źródłowego
| Niemcy Zachodnie | Lübeck – granica z NRD                                                                             |
| NRD              | - droga nr 104: granica z RFN – Selmsdorf - droga nr 105: Selmsdorf – Wismar – Rostock – Stralsund |

## Galeria

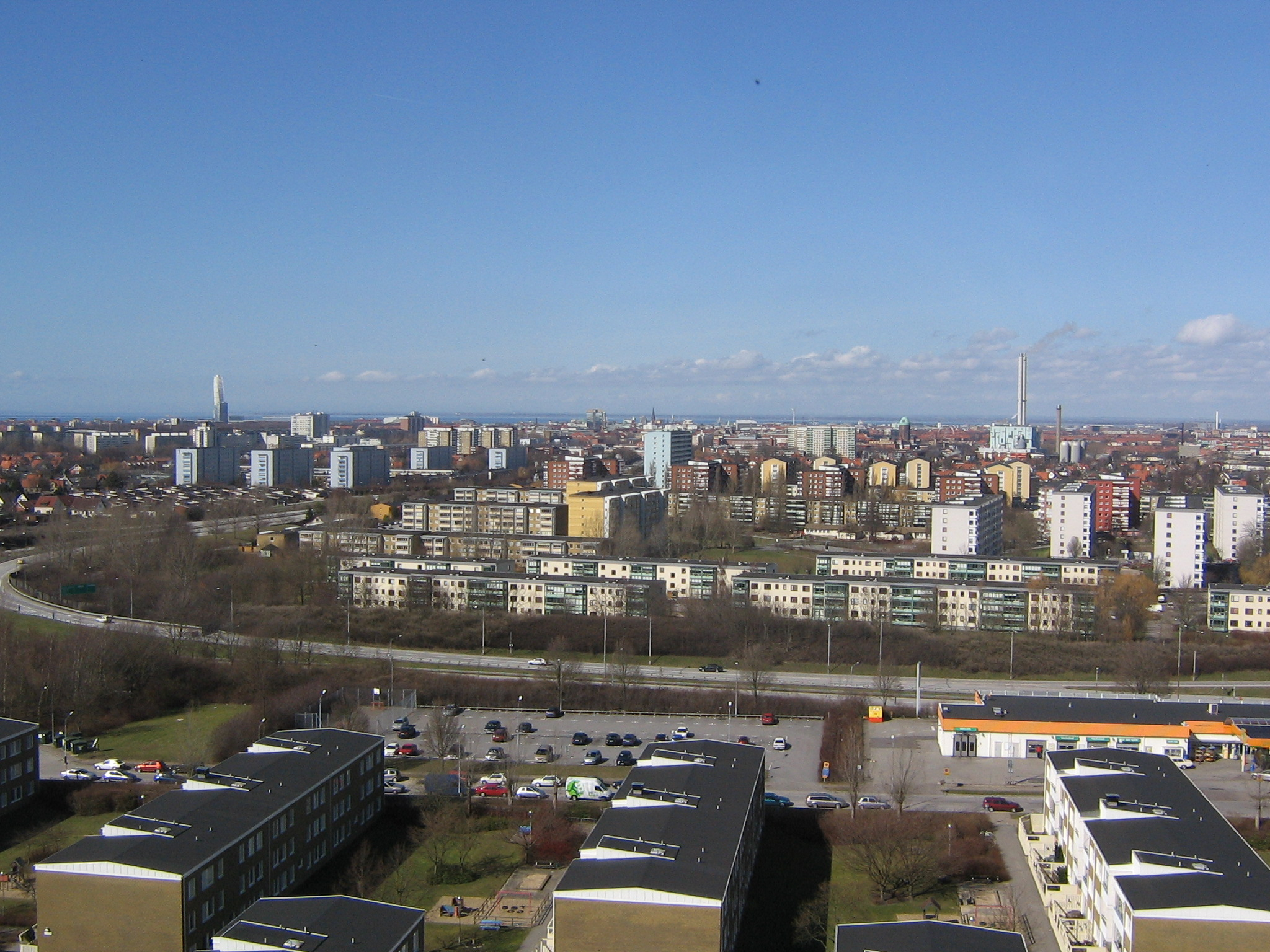
Malmö na początku E65
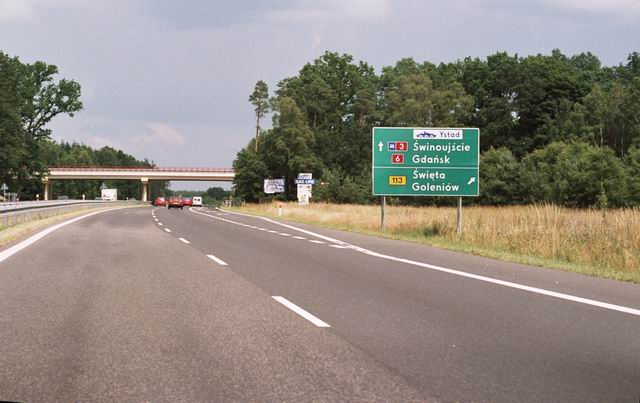
S3 w kierunku Świnoujścia
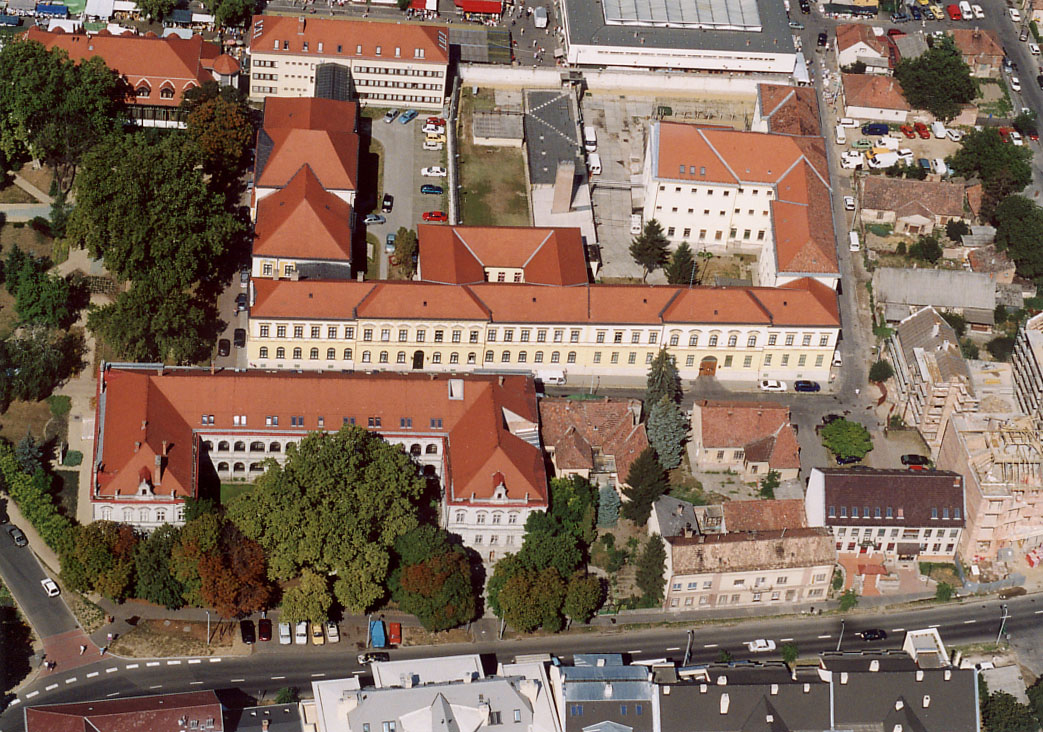
Zalaegerszeg na Węgrzech
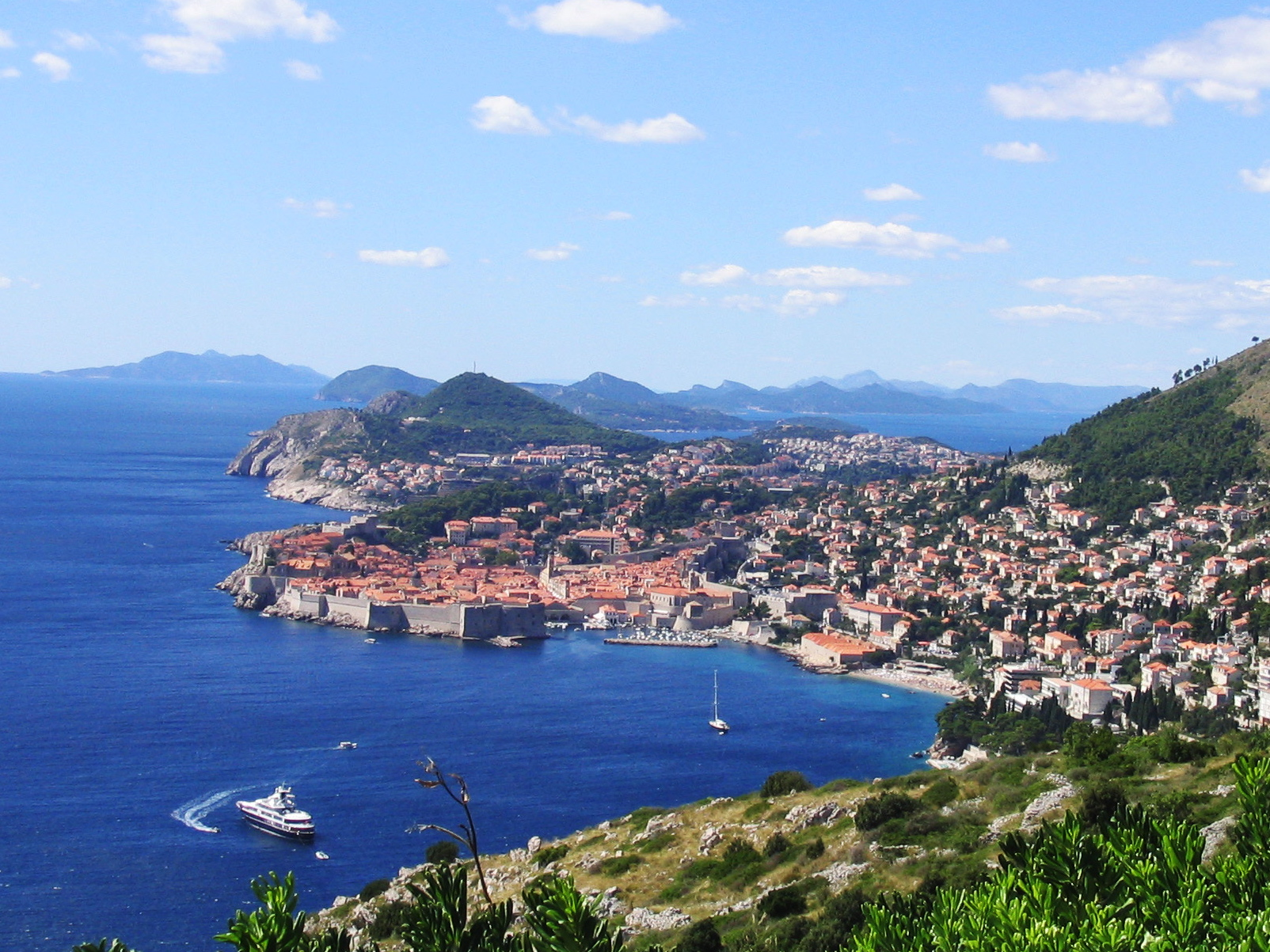
Dubrownik przy drodze E65 w Chorwacji
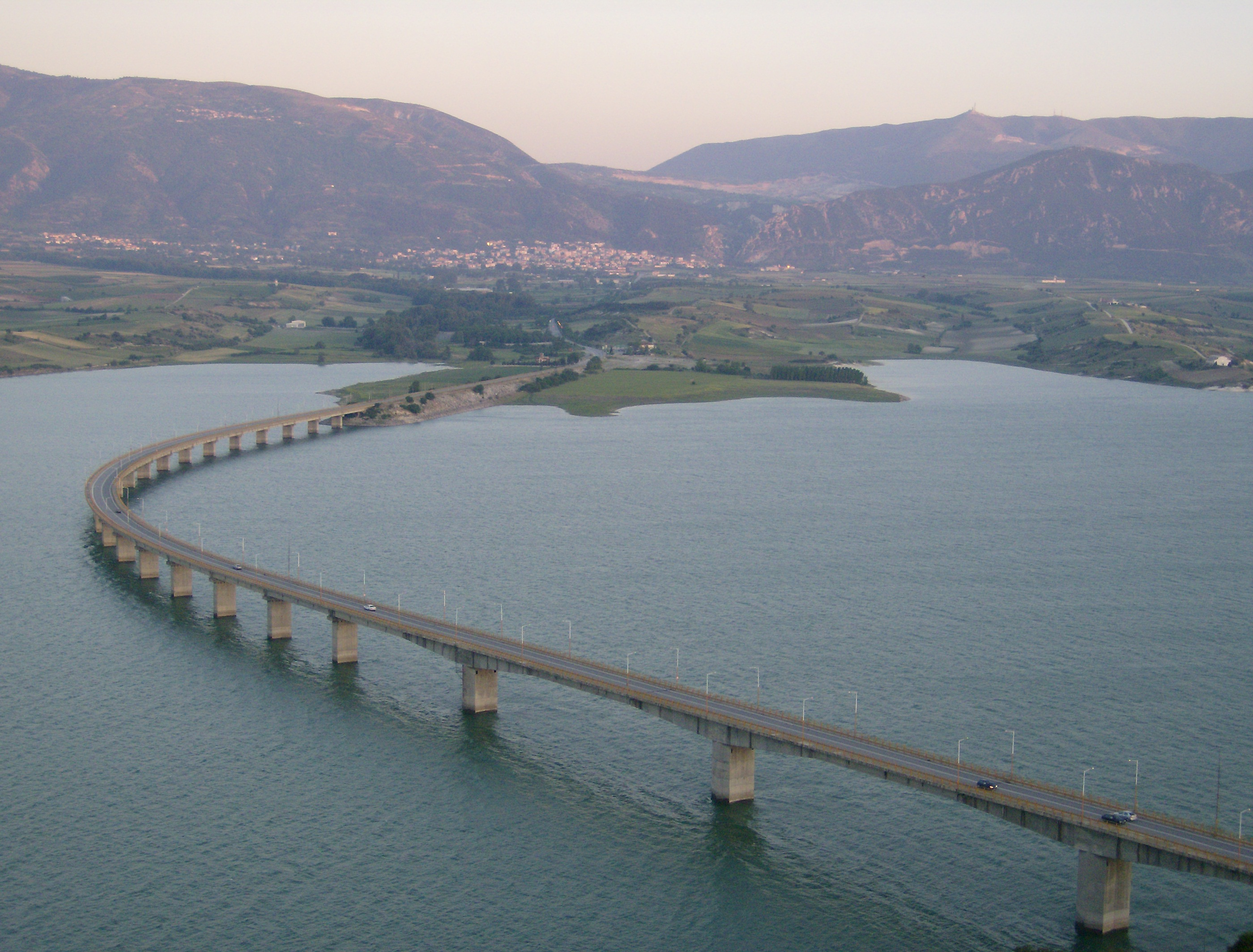
E65 w Grecji
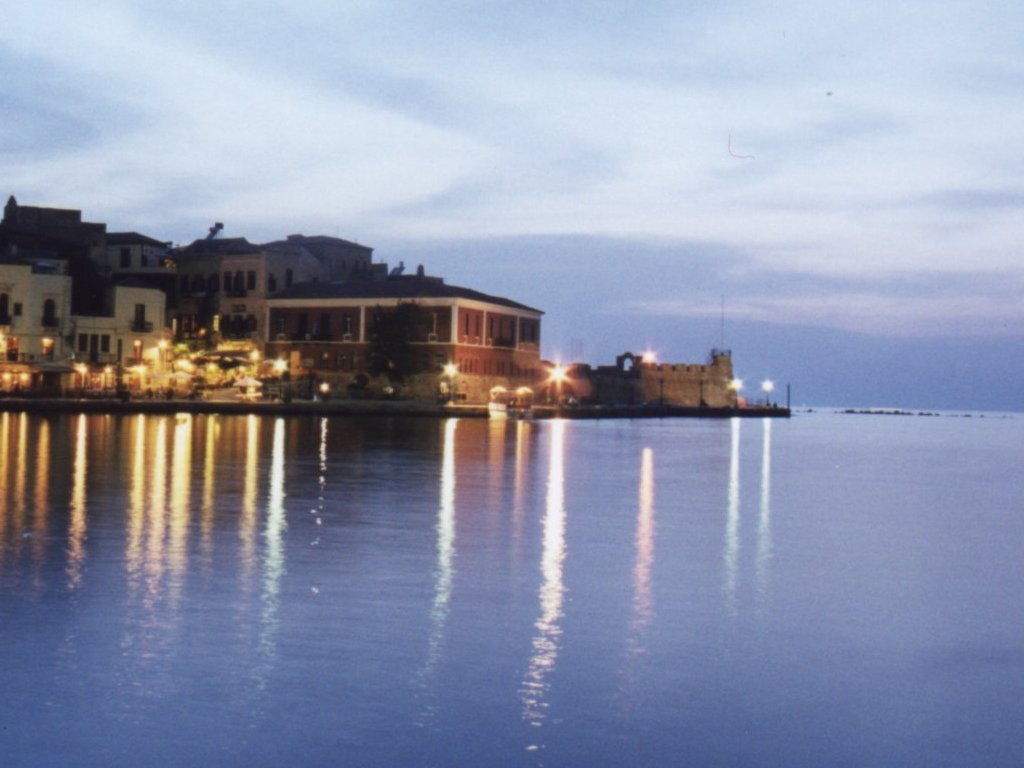
Chania na Krecie